# آر نوریس ویلیامز
آر نوریس ویلیامز (انگلیسی: R. Norris Williams؛ زاده ۲۹ ژانویهٔ ۱۸۹۱ درگذشته ۲ ژوئن ۱۹۶۸) یک تنیس‌باز اهل ایالات متحده آمریکا بود.
او یکی از بازماندگان کشتی تایتانیک است که از غرق شدن کشتی تایتانیک جان سالم به در برد.

## آرام‌اس تایتانیک
ریچارد ویلیامز نوریس، که یک تنیس‌باز حرفه‌ای از ژنو سوئیس بود، در کشتی تایتانیک به همراه پدرش چارلز دوان ویلیامز در حال مسافرت بود. ریچارد قصد داشت قبل از تحصیل در دانشگاه هاروارد در یک مسابقه تنیس در آمریکا شرکت کند. پس از برخورد تایتانیک با کوه یخ آن دو هیچ تلاشی برای فرار از کشتی نکردند و در عوض به سالن تربیت بدنی رفتند و با مربی و دیگر مسافران مشغول صحبت شدند.
وقتی کشتی به درون اقیانوس فرورفت، هم ریچارد و هم پدرش مجبور شدند برای زندگی خود شنا کنند. به طرز غم انگیر و حیرت‌آوری در حالی که این ستاره تنیس پدرش و دیگران را در آب و در حال تلاش برای نجات جان خود تماشا می‌کرد، یکی از دودکش‌های کشتی بر روی آن‌ها سقوط کرد. موج آب به‌وجود آمده از سقوط دودکش باعث شد تا ریچارد به سمت سطح آب پرتاب شده و سرانجام توسط یکی از قایق‌های نجات، نجات یابد. با این که آسیب شدیدی به پای او وارد شده بود، او در مسابقات مختلفی در آمریکا مقام آورد و توانست مدال طلا را در المپیک ۱۹۲۴ به دست آورد.